# Alidzi
Alidzi – potomkowie Alego, w szczególności z jego małżeństwa z Fatimą.
Ali z szeregu swoich żon i konkubin miał czternastu synów i jedenaście córek. Po zamordowaniu Alego w roku 661 jego najstarszy syn Hasan (zm. ok. 670) początkowo uznał władzę Umajjadów, jednak po śmierci jego brata Husajna w bitwie pod Karbalą w roku 680 popierający Alidów szyici otwarcie ją zakwestionowali. Pretendujący do dziedzictwa po Mahomecie i tym samym zwierzchnictwa nad muzułmańską ummą Alidzi wywodzili początkowo swoje prawa raczej na pochodzeniu od Alego, krewnego Proroka, ponieważ istotne znaczenie miało pokrewieństwo ze strony męskiej. Powodowało to jednak roszczenia innych niż potomkowie Alego i Fatimy członków rodu, a także krewnych jego ojca Abu Taliba. Na pokrewieństwo z Prorokiem przez Fatimę Alidzi zaczęli się powoływać w momencie dojścia do władzy Abbasydów, którzy wywodzili się od wuja Mahometa Abbasa. Tym samym termin Alidzi zaczął być stosowany jedynie do potomków Hasana i Husajna, dwóch synów Alego i Fatimy. Abbasydzi formalnie działali na rzecz przywrócenia władzy rodu Proroka, Haszymitów, tym samym przyciągając do siebie Allidów, jednak po zwycięstwie nad Umajjadami okazało się, że potomkowie Abbasa nie kwapią się do oddania władzy Alidzkiej gałęzi rodu. Tym samym Alidzi znaleźli się w opozycji także w stosunku do Abbasydów. Mimo ponawianych prób Alidom nigdy nie udało się uzyskać pozycji uniwersalnie uznawanego kalifa, jednak założyli szereg znaczących regionalnych dynastii, takich jak Idrysydzi i Saadyci w Maroku, Zajdyci w Tabarestanie i Jemenie, Fatymidzi w Afryce Północnej, Szarifowie w Mekce.
Alidzi jako potomkowie Proroka mają prawo do noszenia zielonych turbanów i tytułów honorowych: sajjida (potomkowie Husajna) i szarifa (potomkowie Hasana). Ich przynależność do rodu Proroka potwierdzają dyplomy lub drzewa genealogiczne poświadczone przez opiekunów gminy alidzkiej, zwanych nakibami.